# Liste der Verkehrsflughäfen in Brasilien
Hier sind alle Verkehrsflughäfen Brasiliens aufgelistet. Hierbei sind keine privaten oder Militärstützpunkte berücksichtigt.
| Name des Flughafens                           | IATA-Code | ICAO-Code | Passagiere        | Zugeordnete Stadt                |
| --------------------------------------------- | --------- | --------- | ----------------- | -------------------------------- |
| Flughafen Amapá                               |           | SBAM      |                   | Amapá                            |
| Flughafen Aracaju                             | AJU       | SBAR      | 01,09 Mio. (2011) | Aracaju                          |
| Flughafen Belém                               | BEL       | SBBE      | 03,00 Mio. (2011) | Belém                            |
| Flughafen Belo Horizonte-Pampulha             | PLU       | SBBH      | 00,76 Mio. (2010) | Belo Horizonte                   |
| Flughafen Belo Horizonte-Confins              | CNF       | SBCF      | 09,36 Mio. (2011) | Belo Horizonte                   |
| Flughafen Boa Vista                           | BVB       | SBBV      | 00,34 Mio. (2011) | Boa Vista                        |
| Flughafen Brasília                            | BSB       | SBBR      | 15,40 Mio. (2011) | Brasília                         |
| Flughafen Campina Grande                      | CPV       | SBKG      | 00,14 Mio. (2019) | Campina Grande                   |
| Flughafen Campo Grande                        | CGR       | SBCG      | 01,51 Mio. (2011) | Campo Grande                     |
| Flughafen Campos dos Goytacazes               | CAW       | SBCP      | 00,97 Mio. (2017) |                                  |
| Flughafen Carajás                             | CKS       | SBCJ      | 00,11 Mio. (2021) | Carajás                          |
| Flughafen Cascavel                            | CAS       | SBCA      | 00,22 Mio. (2019) | Cascavel                         |
| Flughafen Caxias do Sul                       | CXJ       | SBCX      | 00,22 Mio. (2022) | Caxias do Sul                    |
| Flughafen Criciúma                            | CCM       | SBSM      |                   | Criciúma, Santa Catarina         |
| Flughafen Cruzeiro do Sul                     | CZS       | SBCZ      | 00,59 Mio. (2019) | Cruzeiro do Sul                  |
| Flughafen Cuiabá                              | CGB       | SBCY      | 02,96 Mio. (2022) | Cuiabá                           |
| Flughafen Curitiba                            | CWB       | SBCT      | 06,70 Mio. (2011) | Curitiba                         |
| Flughafen Florianópolis                       | FLN       | SBFL      | 03,12 Mio. (2011) | Florianópolis                    |
| Flughafen Fortaleza                           | FOR       | SBFZ      | 05,65 Mio. (2011) | Fortaleza                        |
| Flughafen Foz do Iguaçu                       | IGU       | SBFI      | 01,70 Mio. (2011) | Foz do Iguaçu                    |
| Flughafen Goiânia                             | GYN       | SBGO      | 02,78 Mio. (2011) | Goiânia                          |
| Flughafen Ilhéus                              | IOS       | SBIL      | 00,30 Mio. (2020) | Ilhéus, Bahia                    |
| Flughafen Imperatriz                          | IMP       | SBIZ      | 00,17 Mio. (2022) | Imperatriz, Maranhão             |
| Flughafen João Pessoa                         | JPA       | SBJP      | 00,75 Mio. (2020) | João Pessoa                      |
| Flughafen Juazeiro do Norte                   | JDO       | SBJU      | 00,34 Mio. (2011) | Juazeiro do Norte, Ceará         |
| Flughafen Joinville                           | JOI       | SBJV      | 00,22 Mio. (2022) | Joinville, Santa Catarina        |
| Flughafen Londrina                            | LDB       | SBLO      | 00,96 Mio. (2011) | Londrina, Paraná                 |
| Flughafen Macapá                              | MCP       | SBMQ      | 00,56 Mio. (2011) | Macapá                           |
| Flughafen Macaé                               | MEA       | SBME      | 00,15 Mio. (2018) | Macaé                            |
| Flughafen Manaus                              | MAO       | SBEG      | 03,02 Mio. (2011) | Manaus                           |
| Flughafen Maceió                              | MCZ       | SBMO      | 02,25 Mio. (2021) | Maceió                           |
| Flughafen Marabá                              | MQH       | SBMC      | 00,17 Mio. (2020) | Marabá                           |
| Flughafen Montes Claros                       | MOC       | SBMK      | 00,25 Mio. (2022) | Montes Claros Minas Gerais       |
| Flughafen Natal                               | NAT       | SBSG      | 2,42 Mio. (2018)  | Natal                            |
| Flughafen Navegantes                          | NVT       | SBNF      | 01,16 Mio. (2011) | Navegantes, Santa Catarina       |
| Flughafen Palmas                              | PMW       | SBPJ      | 00,51 Mio. (2022) | Palmas, Tocantins                |
| Flughafen Pelotas                             | PET       | SBPK      | 00,06 Mio. (2022) | Pelotas, Rio Grande do Sul       |
| Flughafen Petrolina                           | PNZ       | SBPL      | 00,35 Mio. (2022) | Petrolina, Pernambuco            |
| Flughafen Porto Alegre                        | POA       | SBPA      | 07,84 Mio. (2011) | Porto Alegre, Rio Grande do Sul  |
| Flughafen Porto Velho                         | PVH       | SBPV      | 00,75 Mio. (2022) | Porto Velho, Rondônia            |
| Flughafen Presidente Prudente                 | PBK       | SBDN      | 00,32 Mio. (2019) | Presidente Prudente, São Paulo   |
| Flughafen Recife                              | REC       | SBRF      | 06,36 Mio. (2011) | Recife, Pernambuco               |
| Flughafen Ribeirão Preto                      | RAO       | SBRP      | 00,68 Mio. (2010) | Ribeirão Preto, São Paulo        |
| Flughafen Rio Branco                          | RBR       | SBRB      | 00,39 Mio. (2011) | Rio Branco, Acre                 |
| Flughafen Rio de Janeiro–Antônio Carlos Jobim | GIG       | SBGL      | 14,93 Mio. (2011) | Rio de Janeiro                   |
| Flughafen Rio de Janeiro–Jacarepaguá          | RRJ       | SBRK      | 00,16 Mio. (2021) | Rio de Janeiro                   |
| Flughafen Rio de Janeiro–Santos Dumont        | SDU       | SBRJ      | 08,52 Mio. (2011) | Rio de Janeiro                   |
| Flughafen Santarém                            | STM       | SBSN      | 00,78 Mio. (2018) | Santarém, Pará                   |
| Flughafen Salvador                            | SSA       | SBSV      | 08,31 Mio. (2011) | Salvador da Bahia, Bahia         |
| Flughafen São José do Rio Preto               | SJP       | SBSR      | 00,78 Mio. (2018) | São José do Rio Preto, São Paulo |
| Flughafen São José dos Campos                 | SJK       | SBSJ      | 00,07 Mio. (2019) | São José dos Campos              |
| Flughafen São Luís                            | SLZ       | SBSL      | 01,84 Mio. (2011) | São Luís, Maranhão               |
| Flughafen São Paulo–Guarulhos                 | GRU       | SBGR      | 29,96 Mio. (2011) | São Paulo                        |
| Flughafen São Paulo–Campo de Marte            | RTE       | SBMT      | 00,13 Mio. (2016) | São Paulo                        |
| Flughafen São Paulo–Congonhas                 | CGH       | SBSP      | 16,75 Mio. (2011) | São Paulo                        |
| Flughafen Tabatinga                           | TBT       | SBTT      | 00,07 Mio. (2019) | Tabatinga, Amazonas              |
| Flughafen Tefé                                | TFF       | SBTF      | 00,03 Mio. (2018) | Tefé, Amazonas                   |
| Flughafen Teresina                            | THE       | SBTE      | 01,07 Mio. (2011) | Teresina, Piauí                  |
| Flughafen Uberaba                             | THE       | SBTE      | 00,06 Mio. (2019) | Uberaba, Minas Gerais            |
| Flughafen Uberlândia                          | UBA       | SBUR      | 01,10 Mio. (2018) | Uberlândia, Minas Gerais         |
| Flughafen Uruguaiana                          | URG       | SBUG      | 00,03 Mio. (2022) | Uruguaiana, Rio Grande do Sul    |
| Flughafen Vitória da Conquista-Glauber Rocha  | VDC       | SBVC      | 00,35 Mio. (2022) | Vitória da Conquista             |
| Flughafen Viracopos                           | VCP       | SBKB      | 07,54 Mio. (2011) | Campinas                         |
| Flughafen Vitória                             | VOX       | SBVT      | 00,30 Mio. (2019) | Vitória, Espírito Santo          |